# Taux d'emploi des femmes en Europe
Cet article à vocation statistique donne le taux d'emploi des femmes dans divers pays d'Europe.
Les statistiques sont présentées en 1992 et en 2003.

## Taux d'emploi des femmes de 15 à 64 ans, en Europe
| Pays                       | 1992   | 2003   |
| -------------------------- | ------ | ------ |
| Islande                    | -      | 81,9 % |
| Norvège                    | -      | 72,6 % |
| Royaume-Uni                | 60,4 % | 71,8 % |
| Suède                      | 76,1 % | 71,5 % |
| Suisse                     | -      | 70,6 % |
| Danemark                   | 67,8 % | 70,5 % |
| Finlande                   | 60,4 % | 65,7 % |
| Pays-Bas                   | 50,8 % | 65,8 % |
| Portugal                   | 59,0 % | 65,3 % |
| Autriche                   | 56,8 % | 61,7 % |
| Chypre                     | -      | 60,2 % |
| Allemagne                  | 54,4 % | 59,0 % |
| Estonie                    | -      | 59,0 % |
| Lituanie                   | -      | 58,4 % |
| Lettonie                   | -      | 57,9 % |
| Slovénie                   | -      | 57,6 % |
| France                     | 51,3 % | 57,2 % |
| République tchèque         | -      | 56,3 % |
| Europe des Quinze          | -      | 56,1 % |
| Irlande                    | 36,5 % | 55,8 % |
| Espace économique européen | -      | 55,2 % |
| Europe à 25                | -      | 55,1 % |
| Zone Euro 2002             | -      | 53,6 % |
| Slovaquie                  | -      | 52,2 % |
| Luxembourg                 | 46,1 % | 52,0 % |
| Belgique                   | 47,6 % | 51,8 % |
| Roumanie                   | -      | 51,5 % |
| Hongrie                    | -      | 50,9 % |
| Bulgarie                   | -      | 49,0 % |
| Espagne                    | 32,3 % | 46,0 % |
| Pologne                    | -      | 46,0 % |
| Grèce                      | 36,8 % | 43,8 % |
| Italie                     | 37,8 % | 42,7 % |
| Malte                      | -      | 33,6 % |

Ces statistiques n'indiquent pas que le pays du haut de la liste permet plus facilement aux femmes d'avoir un emploi. En effet entre ces différents pays, l'âge légal pour avoir droit à un travail salarié diffère. Il en est de même avec l'âge de départ à la retraite. Le taux d'emploi n'indiquent pas non plus s'il s'agit d'emploi précaire ou stable, à temps partiel ou à plein temps.
Espace économique européen (EEE) comprend tous les pays de l’UE25, l’Islande et la Norvège, mais pas le Liechtenstein (pas de données disponibles).
- Sources :
  - Rubery et alii 1996 Women and the European Employment Rate : 284 pour année 1992
  - Commission européenne pour 2003

## Répartition par secteur des femmes entrepreneurs en France
Statistiques année 2004
| Secteur                            | Nombre  | %        |
| ---------------------------------- | ------- | -------- |
| Éducation, santé, action sociale   | 134 621 | 24,6 %   |
| Services aux particuliers          | 117 555 | 21,5 %   |
| Commerce                           | 101 126 | 18,5 %   |
| Services personnels et domestiques | 55 481  | 10,1 %   |
| Services aux entreprises           | 46 110  | 8,4 %    |
| Hôtels et restaurants              | 43 108  | 7,9 %    |
| Activités culturelles et sportives | 18 966  | 3,5 %    |
| Construction                       | 12 114  | 2,2 %    |
| Activités immobilières             | 5 457   | 1,03 %   |
| Industrie agro-alimentaire         | 4 638   | 0,8 %    |
| Transports                         | 4 490   | 0,8 %    |
| Industrie hors agro-alimentaire    | 4 012   | 0,7 %    |
| Total                              | 547 678 | 100,00 % |